# Корне, Анри
Анри Корне, (настоящие имя и фамилия — Анри Джардри) известный, по прозвищу Le Rigolo (фр. Henri Cornet; 4 августа 1884, Девр, Па-де-Кале, Франция — 18 марта 1941, Прюне-ле-Жийон, Эр и Луар, Франция) — французский спортсмен, велогонщик. Победитель многодневной велогонки Тур де Франс 1904 года.

## Биография
Анри Корне был талантливым любителем. В 1903 году выиграл велогонку Париж — Онфлёр, однако оставался малоизвестеным велогонщиком за пределами северной Франции и Бельгии. Когда он решил принять участие во втором Тур де Франс в 1904 году, то всего год был профессионалом. Организатор гонки, Анри Дегранж, для их популяризации давал всем спортсменам прозвища. Анри Корне он назвал Le Rigolo, то есть «Джокер», за присущее спортсмену чувство юмора.
Анри Корне вошёл в историю, благодаря своей неожиданной победе во вторых по счёту велогонках Тур де Франс в 1904 году. Произошло это благодаря тому, что лидеры в общей квалификации Морис Гарен (победитель Тур де Франс 1903 года), Рене Поттье, Пьер Шевалье и Гео Лефевр были дисквалифицированы за допущенные ими нарушения (сокращение трассы гонок при помощи использования автомобильного и даже железнодорожного транспорта, выезд на трассу в ночное время и др.). Болельщики, видя эти нарушения, выражали своё возмущение, нападали на спортсменов, избивая их. Разбрасывали по пути гонки гвозди, так что А. Корне последние 40 км трассы ехал на пробитых шинах.
Анри Корне, занимавший 5-е место, в связи с дисквалификацией Французской федерацией велогонщиков (Fédération Française de Cyclisme) лидеров гонки, был признан через несколько месяцев после окончания гонки — победителем Тур де Франс 1904 года.
На сегодняшний день Анри Корне является самым молодым победителем многодневной велогонки Тур де Франс за всё время её проведения. На момент победы в гонке ему ещё не исполнилось 20 лет (19 лет 11 месяцев и 20 дней).
Несмотря на успех в Тур де Франс и последовавшей победы в гонках Париж — Рубе в 1906 году, он так и не вошёл в элиту велоспорта того времени.

## Основные достижения
1904 — Тур де Франс — общее первое место 
1906 — Париж — Рубе — общее первое место 

## Участие вТур де Франс
1904 Тур де Франс — первое место
1905 Тур де Франс — гонку не закончил
1907 Тур де Франс — гонку не закончил
1908 Тур де Франс — 8-е место
1909 Тур де Франс — гонку не закончил
1910 Тур де Франс — 16-е место
1911 Тур де Франс — 12-е место
1912 Тур де Франс — 28-е место